# Tren elevado

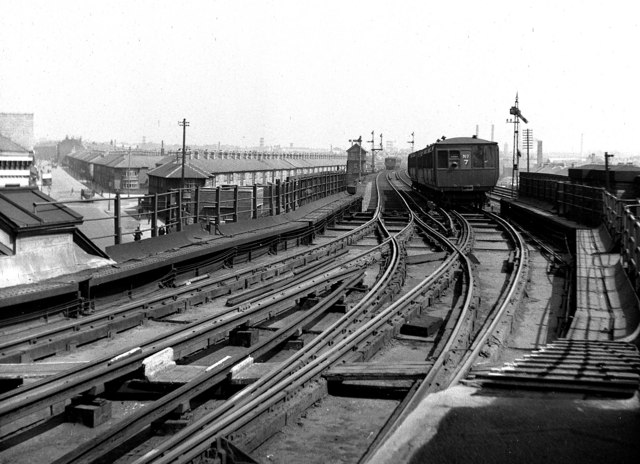
Liverpool Overhead Railway, mayo de 1951.

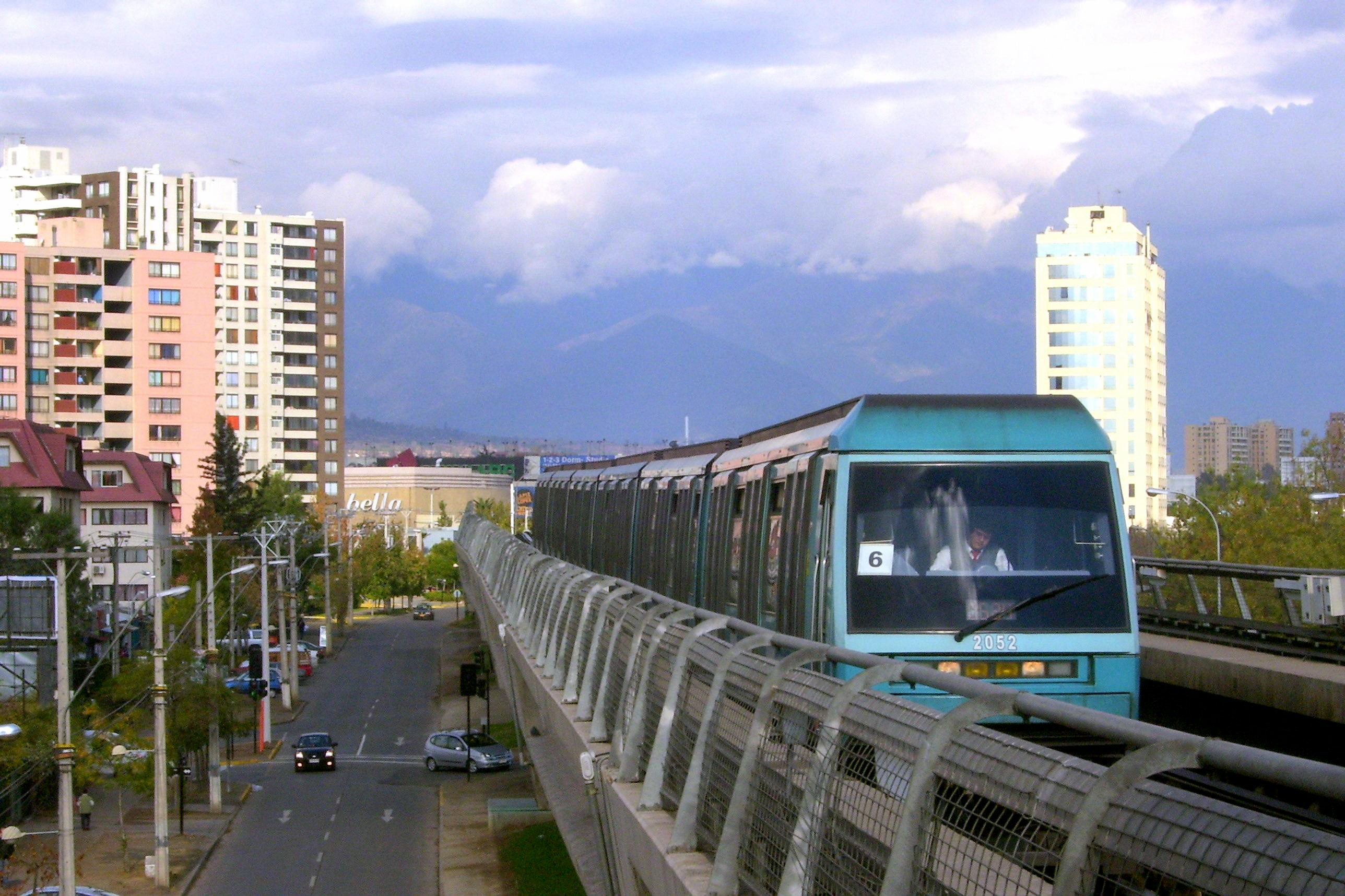
Tren NS 93 en unan plataforma elevada de la línea 5 del Metro de Santiago.

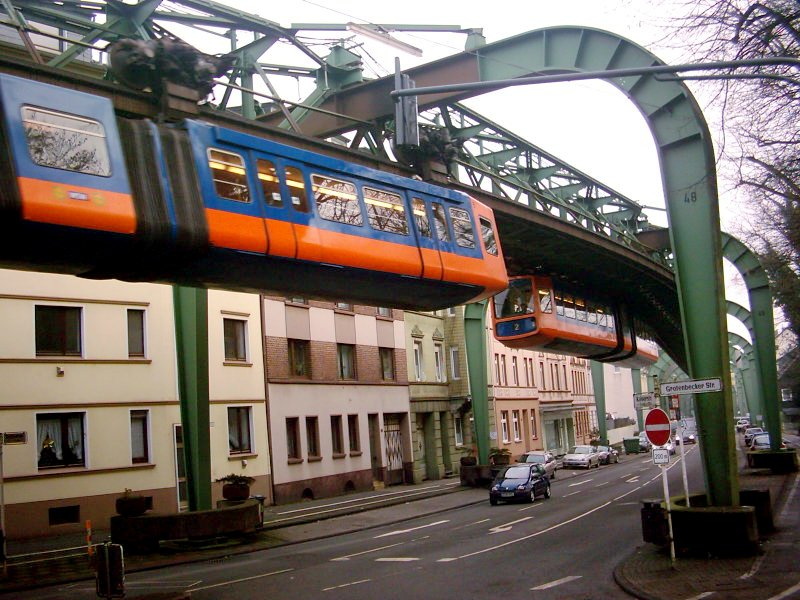
Dos trenes de la Wuppertal Schwebebahn sobre el nivel de la calle

Un tren elevado es un ferrocarril de tránsito rápido cuyos rieles se encuentran sobre el nivel de las calles en un viaducto u otra estructura elevada (usualmente construidas de acero, hierro forjado, concreto o ladrillos). La línea férrea puede ser de vía ancha, vía estándar o vía angosta, ligero, monorriel o de suspensión. Los trenes elevados se encuentran normalmente en áreas urbanas donde puede haber múltiples cruces a desnivel. Usualmente las pistas de los trenes elevados pueden ser vistas desde el nivel de las calles.

## Historia
El primer tren elevado fue el London and Greenwich Railway en un viaducto de ladrillos de 878 arcos, construido entre 1836 y 1838. Los primeros 4 kilómetros del London and Blackwall Railway (1840) también fueron construidos en un viaducto. Durante los años 1840, hubo otros planes para trenes elevados en Londres que nunca fueron construidos.
Desde finales de los años 1860 en adelante, los trenes elevados se volvieron populares en las ciudades de Estados Unidos. La West Side and Yonkers Patent Railway de Nueva York estuvo operada con vagones de cables desde 1868 a 1870, luego utilizaron locomotoras. Le siguió la Manhattan Railway Company en 1875, la South Side Elevated Railroad, Chicago (1892–), y las líneas elevadas del Boston Elevated Railway (1901–). El sistema de tránsito de Chicago conocido como la "L", abreviación en inglés para "elevated". El Stadtbahn de Berlín (1882) y el and the Stadtbahn de Viena (1898) también eran principalmente elevados.
El primer tren eléctrico elevado fue el Liverpool Overhead Railway, que operó entre los muelles de Liverpool entre 1893 y 1956.
En Londres, el Docklands Light Railway, desde entonces, se ha expandido. Los trenes son automáticos y no llevan conductor.
Otro tren elevado moderno es la línea Yurikamome de Tokio, abierta en 1995.

## Sistemas

### Sistemas de monorriel
Muchos monorrieles son trenes elevados como el Disneyland Monorail System (1959), el Monorriel de Tokio (1964), el Metro Monorail de Sídney (1988–2013), el KL Monorail de Kuala Lumpur, el Monorriel de Las Vegas, el Monorriel de Seattle y la Línea 15 del Metro de São Paulo.  Muchos trenes maglev también son elevados.

### Vías de suspensión

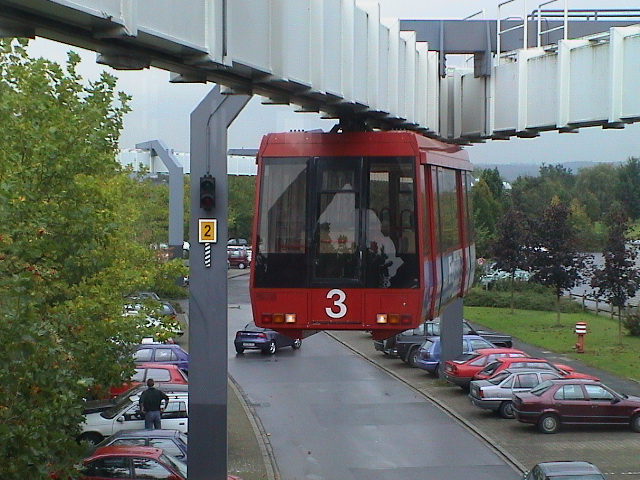
H-Bahn en Dortmund, un vagón de pasajeros de suspensión en monorriel

Durante los años 1890, hubo interés en trenes de suspensión, particularmente en Alemania con el Schwebebahn Dresden, (1891–) y el Wuppertal Schwebebahn (1901). El H-Bahn fue construido en Dortmund y en el aeropuerto de Düsseldorf en 1975. El Memphis Suspension Railway se inauguró en 1982.
Los trenes de suspensión son, usualmente, monorrieles. No obstante el Monorriel de Shonan y el Monorriel Urbano de Chiba en Japón, a pesar de sus nombres, son trenes de suspensión.

### Vagones de pasajeros
Los vagones de pasajeros o automated people mover (APM) son un tipo de sistema de tránsito masivo sin conductor. El término usualmente se utiliza sólo para describir sistemas que sirven como rutas alimentadoras, pero algunas veces se aplica a sistemas más complejos. Similares a los monorrieles, la teconología Bombardier Innovia APM utiliza sólo un riel para guiar el vagón a lo largo de su ruta. Los APM se utilizan comúnmente en aeropuertos para ayudar a los pasajeros a alcanzar sus puertas de embarque. varios sistemas elevados APM en aeropuertos incluyen el PHX Sky Train en el aeropuerto de  Phoenix; AeroTrain en el Aeropuerto Internacional de Kuala Lumpur y el Tracked Shuttle System en el Aeropuerto de Gatwick en Londres.

## Sistemas modernos

### Sistema de metro
América

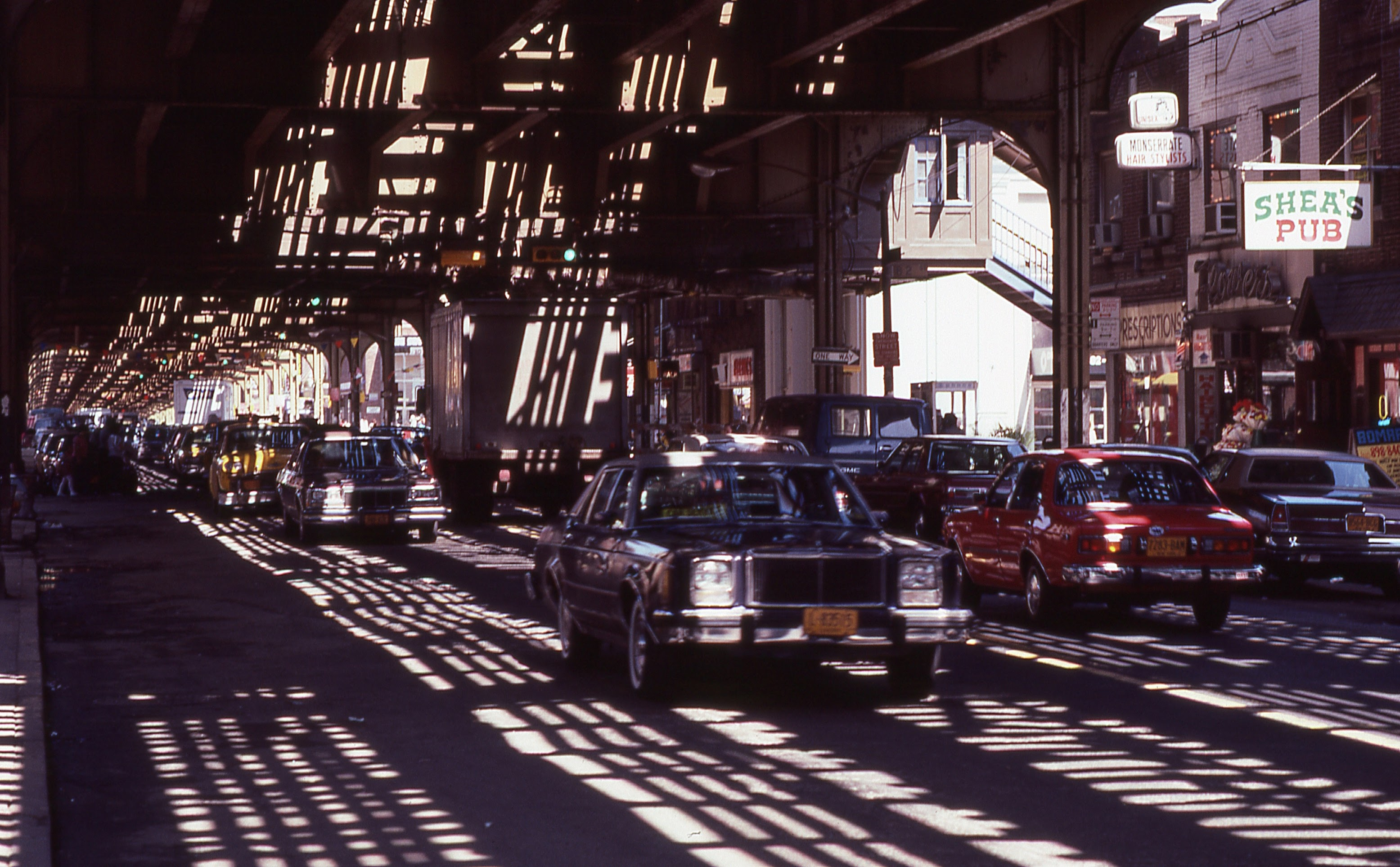
Tráfico en la Avenida Roosevelt en Jackson Heights, Nueva York, bajo la línea elevada Flushing (utilizado por los trenes 7 y ‹7› en los años 1980

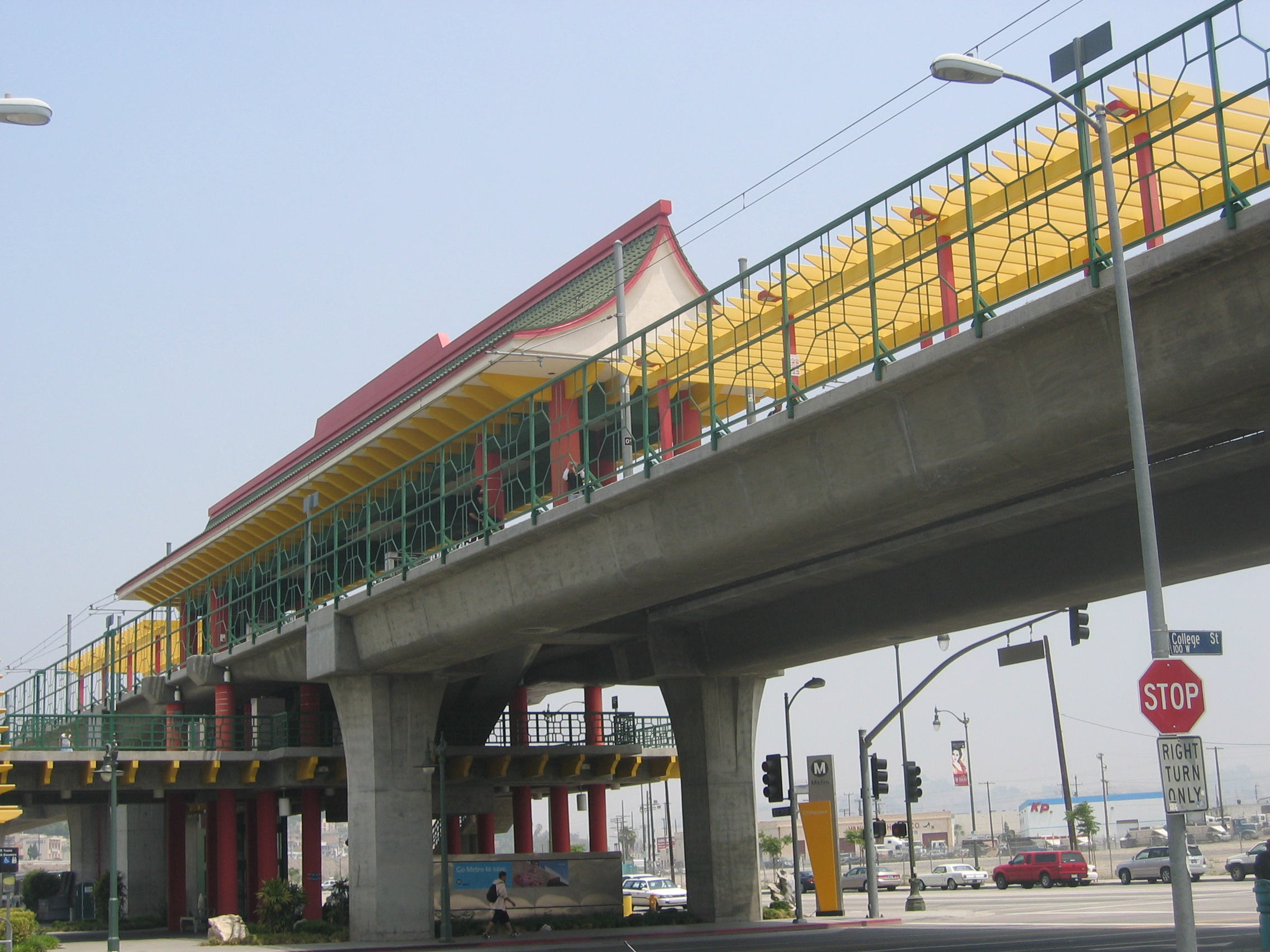
Estación Chinatown en Los Ángeles, California

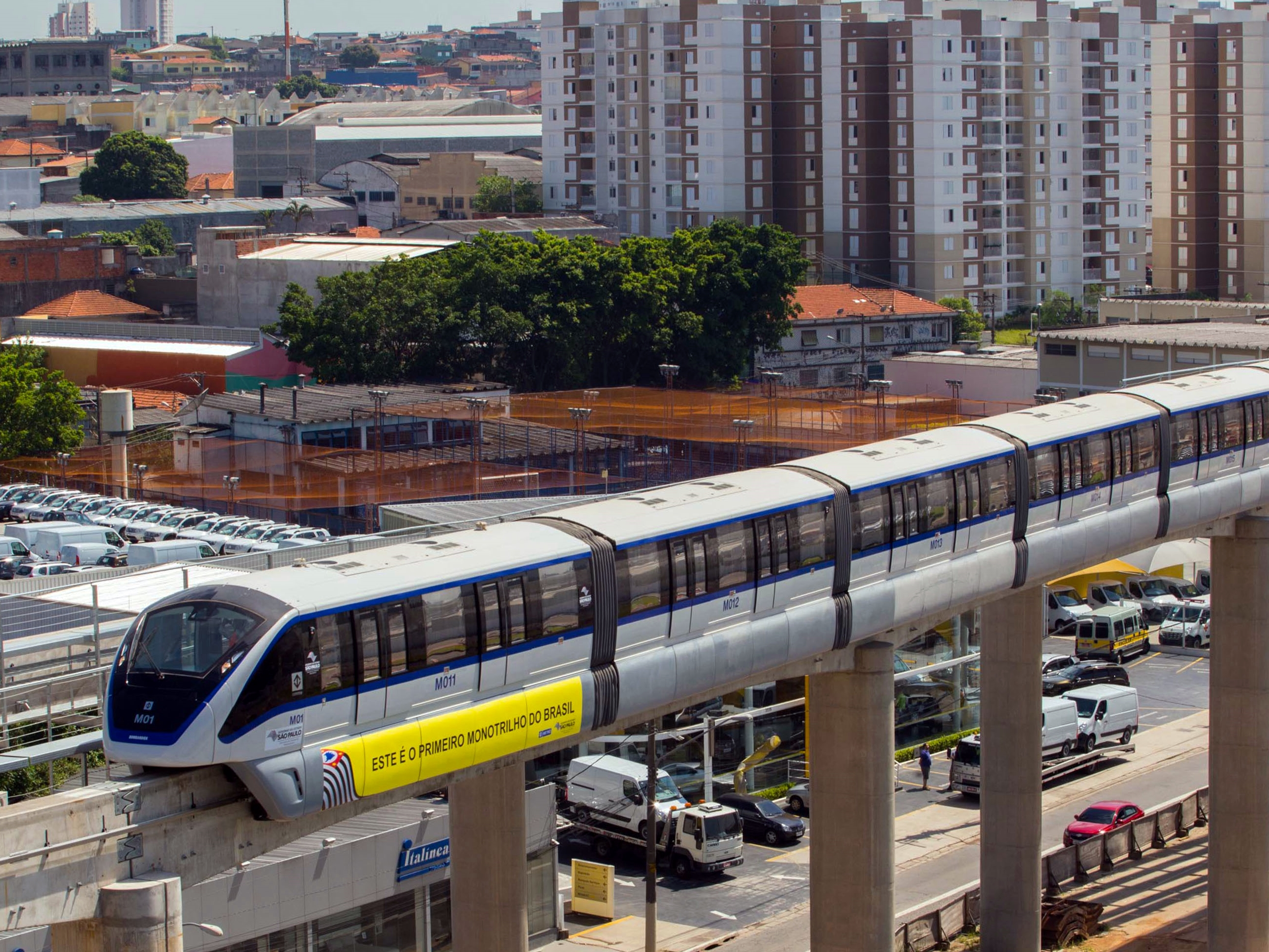
Monorriel de la línea 15, Sao Paulo, Brasil

- Metro de Baltimore (al oeste de Mondawmin)
- BART (parcialmente)
- Chicago "L" (con excepción de partes de la Línea Roja y la Línea Azul)
- Línea roja de Cleveland (parcialmente)
- Tren Eléctrico Urbano de Guadalajara Línea 3 (parcialmente construido)
- Skyline (parcialmente construido)
- MARTA (parcialmente)
- Metro de Medellín
- Metro de la Ciudad de México (parcialmente)
- Metro de Miami
- Metro de Nueva York (parcialmente)
- Filadelfia “El” (Línea Market–Frankford) (tren subterráneo en el centro de Filadelfia y en West Philadelphia hasta la estación de la calle 40 y tren elevado en el resto del recorrido)
- PATCO (parcialmente)
- PATH (parcialmente)
- Línea 3 Scarborough, una línea de metro de media capacidad en Toronto, Ontario, Canadá
- SkyTrain, Vancouver, Columbia Británica, Canadá.
- Metro de Washington (parcialmente)
- Metro de Santiago (parcialmente)
- Metro de Lima y Callao (parcialmente)

Asia
- Metro de Bangalore
- Metro de Chennai (parcialmente)
- Sistema de transporte masivo de Chennai
- Metro de Delhi (Línea Verde),(Línea Roja)
- Metro de Hyderabad
- Metro de Kochi
- Metro de Calcuta (futuras líneas 5 y 6, la última está bajo construcción)
- Metro de Lahore (Línea Naranja)
- Metro de Manila
- Metro de Bombay
- Monorriel de Bombay
- Metro de Nagpur
- Metro Rápido de Gurgaon
- Rapid Rail, el operador de los sistemas de metro que sirven a Kuala Lumpur y el área del Valle Klang en Malasia.
- Metro Aéreo de Bangkok, dos líneas elevadas en Bangkok, Tailandia
- Línea Wenhu, Taipéi, Taiwán

Europa
- Berlin U-Bahn (Líneas U1 y U2)
- Metro de Copenhague
- Docklands Light Railway (parcialmente)
- Metro de Hamburgo (Línea U3)
- Paris Metro  (Línea 2 y Línea 6)
- Metro de Viena (Línea U6)
- Wuppertaler Schwebebahn

Oceanía
- Melbourne Metro
- Metro de Sídney Línea Noroeste en Sídney, Australia (sección skytrain)

En desuso

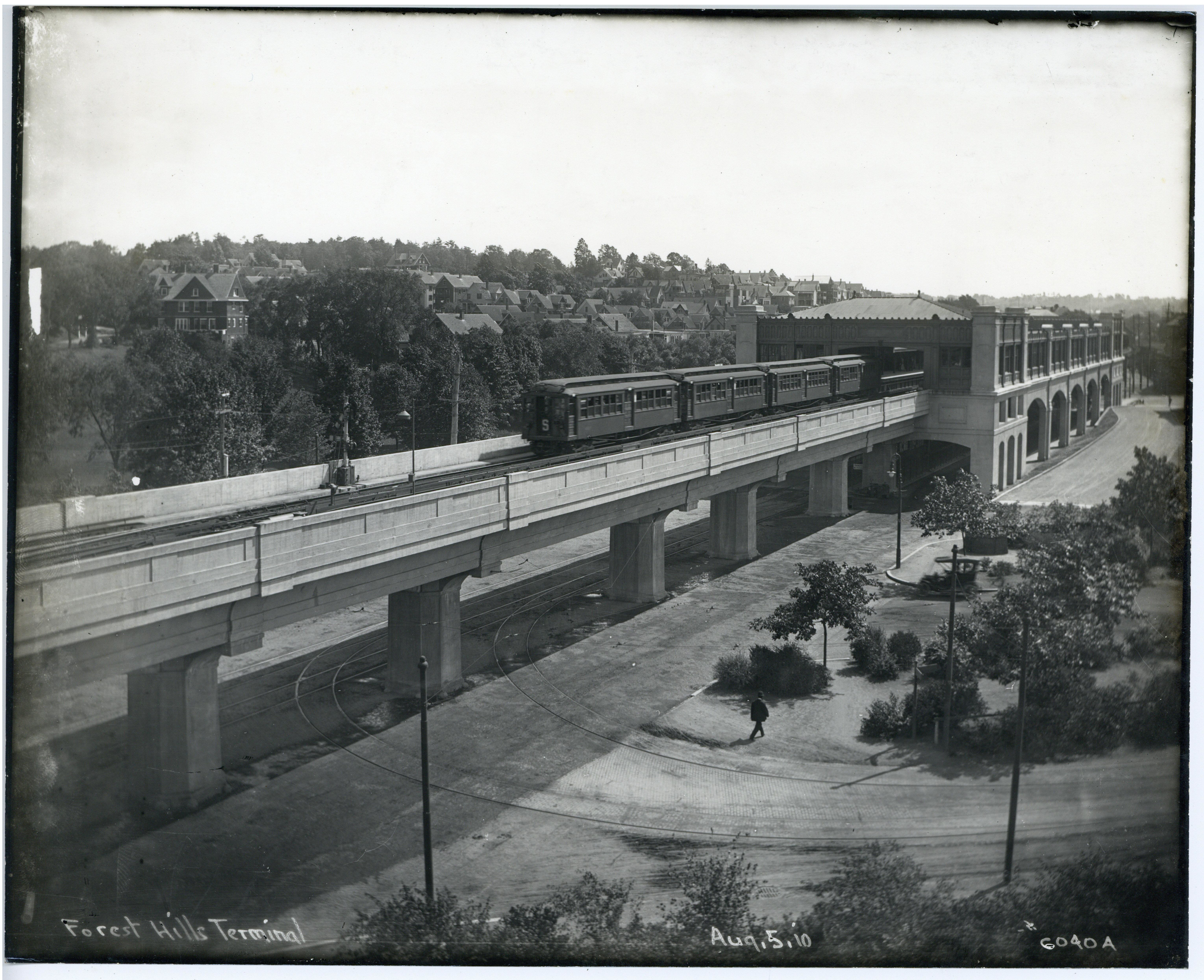
Estación Forest Hills en Boston en 1910 – la línea ferroviaria fue reconstruida en 1987

- Boston Elevated Railway - Atlantic Avenue Elevated, Charlestown Elevated, Washington Street Elevated, Causeway Street Elevated
- Líneas elevadas operadas por la Interborough Rapid Transit Company (IRC) y Brooklyn Rapid Transit Company (BRT) en la ciudad de Nueva York
- Liverpool Overhead Railway
- La línea elevada del aeropuerto de Calcuta, cerrado en el 2016 para reconstrucción y conexión a la línea 4 del Metro de Calcuta.

### People mover
- Tomorrowland Transit Authority PeopleMover, un people mover en Tomorrowland, Magic Kingdom, Walt Disney World Resort, Orlando, Florida, Estados Unidos
- AirTrain JFK, un people mover en el John F. Kennedy International Airport, Nueva York, Nueva York, Estados Unidos
- ATL Skytrain, un people mover en Hartsfield–Jackson Atlanta International Airport, Atlanta, Georgia, Estados Unidos
- Changi Airport Skytrain, un people mover inter-terminales en el Changi International Airport en Singapur
- Detroit People Mover, un people mover de tránsito urbano en Detroit, Michigan, Estados Unidos
- H-Bahn, un people mover inter-terminales en Dortmund y Düsseldorf, Alemania
- Metromover, un people mover en Miami, Florida, Estados Unidos
- PHX Sky Train, un  people mover en el Phoenix Sky Harbor International Airport, Phoenix, Arizona, Estados Unidos

## Diseños propuestos
- Línea Azul del Tranvía de San Diego, las extensiones serán principalmente de tren ligero elevado.
- Réseau express métropolitain
- Phnom Penh SkyTrain (Camboya)
- Metro de Managua (Nicaragua)
- Metro de San Salvador (El Salvador)
- Metro de Ljubljana (Eslovenia)